# Clarity (album Jimmy Eat World)
Clarity – trzeci album studyjny zespołu Jimmy Eat World. Jak poprzedni album, Static Prevails, był on produkowany przez Mark Trombino i samych Jimmy Eat World.

## Lista utworów
Wszystkie piosenki napisane przez Jimmy Eat World
1. "Table For Glasses" – 4:20
2. "Lucky Denver Mint" – 3:49
3. "Your New Aesthetic" – 2:40
4. "Believe in What You Want" – 3:08
5. "A Sunday" – 4:31
6. "Crush" – 3:11
7. "12.23.95" – 3:42
8. "Ten" – 3:48
9. "Just Watch the Fireworks" – 7:02
10. "For Me This Is Heaven" – 4:04
11. "Blister" – 3:29
12. "Clarity" – 4:02
13. "Goodbye Sky Harbor" – 16:11
14. "What I Would Say To You Now" (Japanese Import) – 2:31
15. "Christmas Card" (Japanese Import) – 2:48

## W mediach
- "Lucky Denver Mint" jest na sountracku do filmu Ten pierwszy raz.
- Piosenka Something Corporate Konstantine odnosi się do "For Me This Is Heaven" z teksten: "It's to Jimmy Eat World and those nights in my car, where the first star I see may not be a star, I'm not your star."

## Wykonawcy
- Jim Adkins – wokal prowadzący, gitara, farfisa (w Your New Aesthetic i Goodbye Sky Harbor), bass (w 12.23.95), Casiotone keyboard, pianino (w Ten i For Me This Is Heaven), organy Hammond B3, perkusja(w For Me This Is Heaven i Clarity), aranżacja smyczkowa, reżyseria artystyczna
- Rick Burch – basista
- Zach Lind – perkusja, wibrafon, dzwony, karylion, programowanie (w 12.23.95), perkusja (w Just Watch The Fireworks)
- Suzie Katayama – aranżacja smyczkowa, cello (w Table For Glasses, A Sunday i Just Watch The Fireworks)
- Tom Linton – gitara, wokal, pianino (w Just Watch The Fireworks)
- Mark Trombino – produkcja, nadzór, miksowanie, aranżacja smyczkowa, programowanie (w Lucky Denver Mint, 12.23.95 i Goodbye Sky Harbor)sekwencjonowanie perkusji, farfisa (w 12.32.95), minimoog, perkusja (w Goodbye Sky Harbor)
- Joel Derouin – skrzypce (w A Sunday i Just Watch The Fireworks)
- Nick Raskulinecz – asystent inżynierii
- Ron Rivera – asystent inżynierii
- Justin Smith – asystent inżynierii
- Dean Fisher – asystent inżynierii
- Brian Gardner – masterowanie
- Paul Drake – fotografia
- Chrissy Piper – fotografia
- J. Gnewikow – fotografia